# Salone internazionale del gusto
Organizzata da Slow Food, Regione Piemonte e Comune di Torino, Terra Madre Salone del Gusto (già Salone Internazionale del Gusto) è una manifestazione enogastronomica internazionale che riunisce ogni due anni a Torino produttori e artigiani del settore agroalimentare provenienti da tutto il mondo. L'evento si compone di una parte espositiva (il Mercato) e di altre attività quali conferenze, forum, laboratori, degustazioni guidate e lezioni di cucina.

## Storia

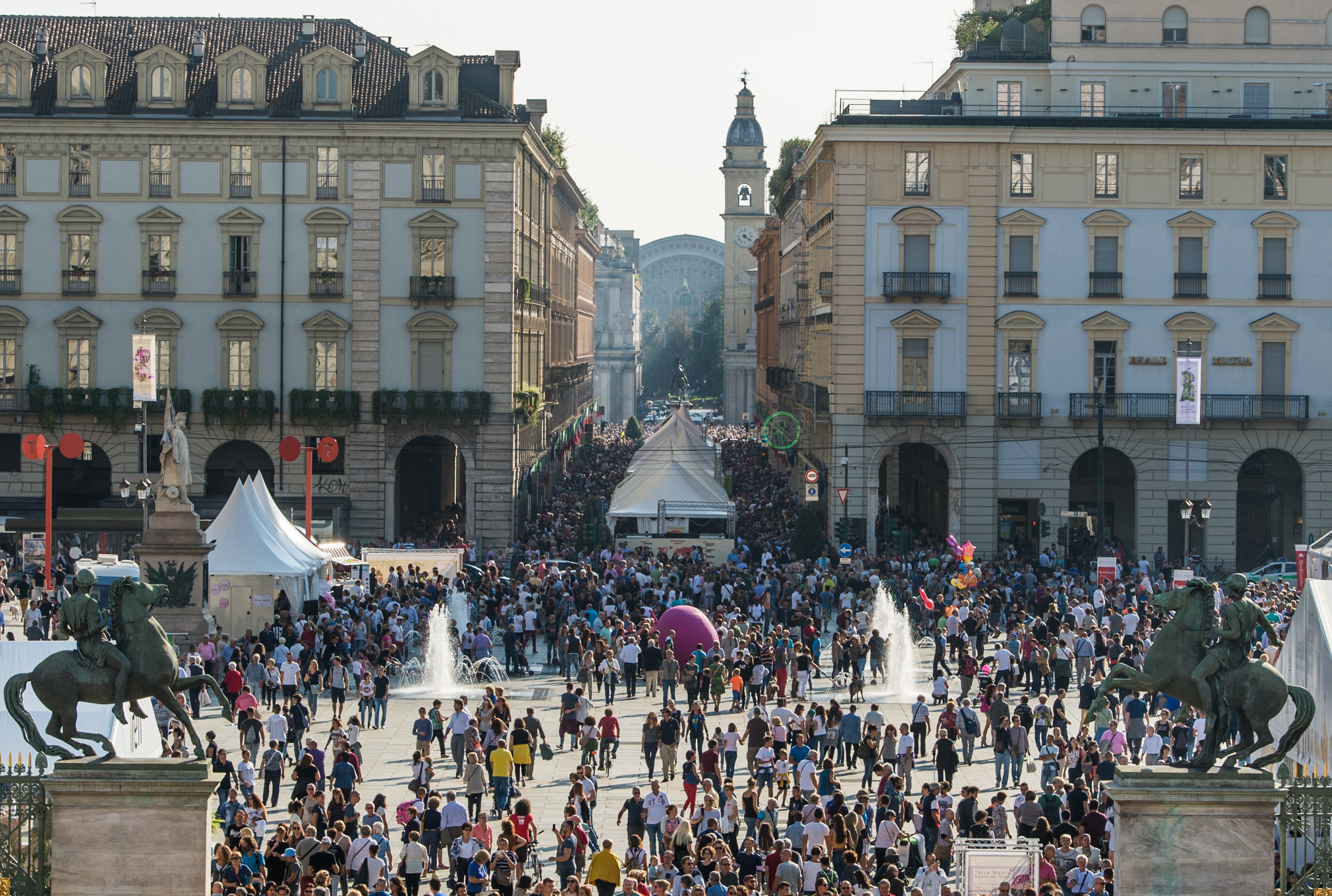
Terra Madre all'aperto in Piazza Castello, Torino (2016)

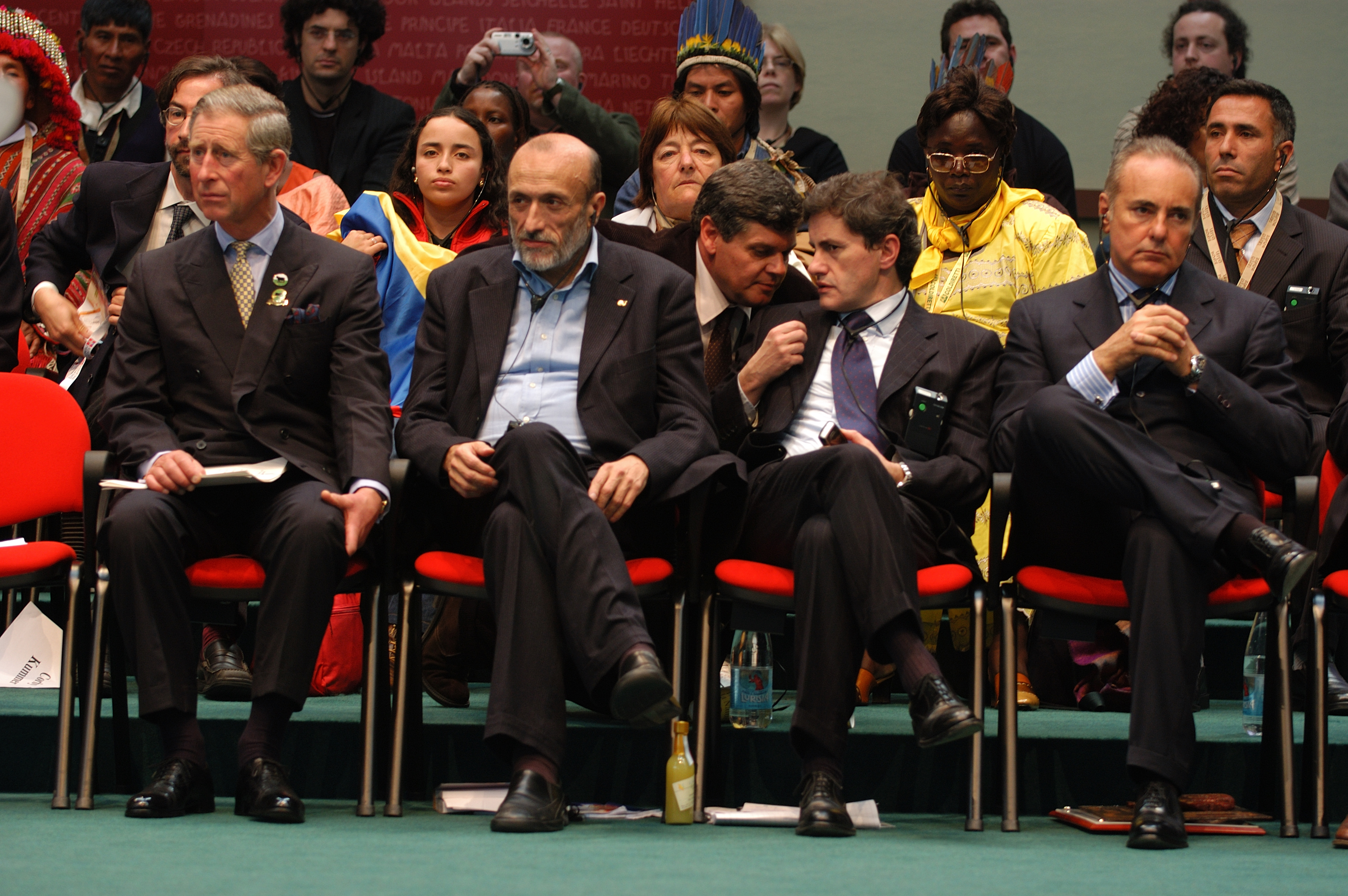
Il principe Carlo d'Inghilterra con il fondatore di Slow Food, Carlo Petrini, il ministro delle politiche agricole e forestali, Gianni Alemanno, e il presidente della Regione Piemonte, Enzo Ghigo, alla prima edizione di Terra Madre (2004)

La prima edizione del Salone del Gusto risale al 1996: a partire dal 2004 è affiancato da Terra Madre, meeting mondiale delle Comunità del cibo, gruppi di persone che si pongono l'obiettivo di produrre, trasformare e distribuire cibo secondo criteri di sostenibilità ambientale e mantenimento delle tradizioni e del legame con il territorio.
A partire dal 2012 Salone del Gusto e Terra Madre si fondono in un unico evento; nel 2016 la manifestazione cambia nome in Terra Madre Salone del Gusto e abbandona la storica sede del Lingotto, raggiungendo diversi punti della città: il Parco del Valentino, il Borgo Medioevale, il Palazzo Reale, il Teatro Carignano, il Circolo dei Lettori, la sede di Eataly Torino Lingotto, le strade e le piazze del centro, i musei e le Residenze Reali di Torino e del Piemonte, Patrimonio nazionale UNESCO. Il tema dell'edizione 2016 è stato Voler bene alla terra. Nel 2022 la nuova location è stata il Parco Dora e lo sarà anche per l'edizione che si svolgerà nel 2024 .

## Statistiche
| Edizione | Tema                                       | Numero visitatori |
| -------- | ------------------------------------------ | ----------------- |
| 2010     | Cibo e territorio                          | 200.000 ca.       |
| 2012     | Cibi che cambiano il mondo                 | 220.000 ca.       |
| 2014     | L'Arca del Gusto e l'agricoltura familiare | 220.000 ca.       |
| 2016     | Voler bene alla terra                      | 1.000.000 ca.     |
| 2022     | Food Regener-action                        | 350.000 ca.       |